# Santo Inácio
Santo Inácio là một đô thị thuộc bang Paraná, Brasil. Đô thị này có diện tích 306,871 km², dân số năm 2007 là 4982 người, mật độ 16,1 người/km².